# 경감 메그레
경감 메그레(Maigret)는 2016년 3월 23일부터 2017년 12월 24일까지 방영한 영국 ITV의 텔레비전 영화 시리즈이다.

## 방송 시간
| 방송 채널 | 방송 기간                         | 방송 시간                          |
| --------- | --------------------------------- | ---------------------------------- |
| KBS 1TV   | 2017년 8월 18일 ~ 2017년 9월 1일  | 매주 금요일 밤 12:40 ~ 1:30 (50분) |
| KBS 1TV   | 2017년 9월 8일                    | 금요일 밤 12:00 ~ 12:50 (50분)     |
| KBS 1TV   | 2017년 9월 19일 ~ 2017년 9월 26일 | 매주 화요일 밤 11:55~ 1:25 (90분)  |
| KBS 1TV   | 2018년 8월 17일 ~ 2017년 8월 24일 | 매주 금요일 밤 12:40~ 2:10 (90분)  |

## 한국판 성우진(KBS)
- 배한성 - 메그레 (로언 앳킨슨)
- 손정아 - 메그레 부인 (루시 코후) / 백작부인 (니콜라 슬로안, 시즌 2 2화)
- 홍진욱 - 장비에 (샤운 딩월)
- 탁원제 - 뫼르스 (마크 헵, 시즌 1) / 티쏘 교수 (데이빗 아넨, 시즌 1 1화) / 기자 (시즌 1 1화)
- 정훈석 - 라프앙트 (레오 스타즈)
- 윤병화 - 코멜리오 (에이단 맥카들) / 미쇼네 (폴 차히디, 시즌 2 1화)
- 노민 - 로뇽 (콜린 매스)
- 이선영 - 몽셍 부인 (피오나 쇼, 시즌 1 2화)
- 김창주 - 르포르 (크리스토퍼 보웬, 시즌 1 2화) / 양복가게 직원 (시즌 1 2화)
- 배정미 - 티쏘 부인 (질리언 베번, 시즌 1 1화) / 이본느 (리베카 나이트, 시즌 1 2화)
- 석원희 - 모렐 (루퍼스 라이트, 시즌 1 1화) / 형사 (시즌 1 1화)
- 유지원 - 마르트 (에바 제인 윌리스, 시즌 1 1~2화) / 데니스의 아내 (베스 쿡, 시즌 1 1화)
- 배영규 - 몽셍 (데이비드 도슨, 시즌 1 2화)
- 공경은 - 마기 (케이티 라이온스, 시즌 1 1화) / 데니스의 딸 (조피어 레아, 시즌 1 1화) / 기자 (시즌 1 1화)
- 신범식 - 데니스 (알렉산더 캠벨, 시즌 1 1화) / 마젯 (잭 맥멀린, 시즌 1 1화) / 필리프 (서배스천 데 소자, 시즌 2 2화)
- 문관일 - 콜롬바니 (이안 펄스톤 데이비스, 시즌 1 3~4화)
- 김준 - 다구르 (존 라이트, 시즌 1 3~4화)
- 서지연 - 프랑신 (앰버 앤더슨, 시즌 1 3~4화)
- 오수경 - 아델 (가브리엘라 폰, 시즌 1 3~4화) / 마리아 (아나마리아 마린카, 시즌 1 3~4화) / 클레어 (도로시 앳킨슨, 시즌 2 1화) / 조조 (완다 오팔린스카, 시즌 2 1화) / 타냐 (캐시 클레어, 시즌 2 2화) / 디사드 (사라 케스틀먼, 시즌 2 2화)
- 김승태 - 피에트르 (이안 팬요, 시즌 1 3~4화) / 바덴터 (시즌 1 3화)
- 박영재 - 알베르 (마크 해드필드, 시즌 1 3화) / 우채부 직원 (시즌 1 3화) / 통역가 (시즌 1 4화)
- 김현수 - 폴 (휴 시먼, 시즌 1 3화)
- 김규식 - 뫼르스 (마크 헵, 시즌 2) / 대사관 (조나단 뉴스, 시즌 2 1화)
- 유해무 - 그랑쟌 (케빈 맥널리, 시즌 2 1화)
- 이용순 - 엘세 (미아 젝슨, 시즌 2 1화) / 사라 (캐서린 칸터, 시즌 2 1화)
- 윤동기 - 칼 안데르슨 (톰 블라시하, 시즌 2 1화)
- 오인실 - 미쇼네 부인 (로빈 위버, 시즌 2 1화)
- 이규창 - 오스카 (조플린 시브테인, 시즌 2 1화)
- 허성재 - 이자크 (벤 카플란, 시즌 2 1화) / 베르티넷 (스티븐 와이트, 시즌 2 1화)
- 안경진 - 로자 (로레인 아쉬본느, 시즌 2 2화) / 나탈리 (틸리 보스부룩, 시즌 2 2화)
- 이재용 - 프레드 (더글라스 호지, 시즌 2 2화)
- 변영희 - 오스카 (에이드리언 롤린스, 시즌 2 2화) / 블로크 (에이드리언 스카버러, 시즌 2 2화)
- 유호한 - 폴 (휴 시먼, 시즌 2) / 매뚜기 (사이몬 그레거, 시즌 2 2화)
- 서다혜 - 알레트 (올비아 바이널, 시즌 2 2화) / 베티 (니케 쿠르타, 시즌 2 2화)

## 시즌 1 시청률
| 회차       | 방송 일자       | 전국 시청률 |
| ---------- | --------------- | ----------- |
| 1회        | 2017년 8월 18일 | 1.5%        |
| 2회        | 2017년 8월 25일 | 1.3%        |
| 3회        | 2017년 9월 1일  | 1.0%        |
| 4회        | 2017년 9월 8일  | 1.4%        |
| 1~2회 재방 | 2017년 9월 19일 | 1.0%        |
| 3~4회 재방 | 2017년 9월 26일 | 1.1%        |

## 시즌 2 시청률
| 회차 | 방송 일자       | 전국 시청률 |
| ---- | --------------- | ----------- |
| 1회  | 2018년 8월 17일 | 1.0%        |
| 2회  | 2018년 8월 24일 | 1.1%        |